# Maackia hwashanensis
Maackia hwashanensis là một loài thực vật có hoa trong họ Đậu. Loài này được W.T.Wang miêu tả khoa học đầu tiên.